# Yahwisme
Le « yahwisme », monolâtrie supposée des premiers Israélites, ne doit pas être confondu avec le document jahviste évoqué par l'hypothèse documentaire.
 (novembre 2012).
Si vous disposez d'ouvrages ou d'articles de référence ou si vous connaissez des sites web de qualité traitant du thème abordé ici, merci de compléter l'article en donnant les références utiles à sa vérifiabilité et en les liant à la section « Notes et références ».
Le yahwisme est un néologisme utilisé pour nommer un courant hypothétique de la religion israélite antique, qui serait antérieur à l'Exil du peuple d'Israël à Babylone. Ce néologisme est construit à partir du terme YHWH considéré par les tenants de cette théorie comme un théonyme, bien que les grammairiens penchent, depuis Baruch Spinoza, à le considérer comme une forme verbale. André Lemaire, Directeur d’études à l'École pratique des hautes études, est promoteur de cette théorie nouvelle qui heurte les sensibilités traditionalistes du judaïsme. Son ouvrage The Birth of Monotheism: The Rise and Disappearance of Yahwism qui la défend date de février 2007.

## L'hypothèse du yahwisme
Le yahwisme serait une forme d’hénothéisme ou de monolâtrie pratiquée par les Israélites. Son culte s’adresse à YHVH, qui semble être à l’origine un dieu des armées (YHVH Tsevaot) et de l’orage associé à une (aux?) montagne(s). Il n’est pas le Dieu unique, car il est parfois mentionné comme membre d'une assemblée de divinités, et pourrait avoir eu une parèdre nommée Ashera ; par ailleurs, les anciens Israélites reconnaissaient que chaque peuple avait son propre dieu. Néanmoins, c’est le dieu exclusif d’Israël, qui a conclu avec lui une alliance, parfois évoquée selon la métaphore du mariage. Yahwéh est décrit comme « jaloux » et il interdit à son peuple de servir d’autres divinités. Son culte viendrait des monts du Néguev central ou du Sinaï, probablement des Bédouins Shasou ou Midianites tels que ceux de la tribu du beau-père de Moïse, Jethro.
Yahwéh n’était pas représenté de façon figurée, mais par une pierre dressée, une stèle non taillée ou un arbre sacré. Les deux plus grandes fêtes avaient lieu aux pleines lunes de printemps et d'automne. La première, liée à l'Exode, est la Pâque, la seconde une fête des récoltes.
Le yahwisme aurait progressivement évolué pour devenir le judaïsme monothéiste, centré sur un Dieu unique et universel. Avec l’établissement des royaumes d'Israël et de Juda, Yahwéh est devenu le dieu national et a absorbé les caractéristiques des divinités ancestrales de la région, les El, dont El Elyon, le Dieu Très-Haut, créateur du ciel et de la terre. Les concurrents : Baal venu de Tyr, dieux stellaires venus du monde assyrien… ont été éliminés ; les symboles anciens (pierres ou stèles, arbres) qui devenaient parfois objets de culte pour eux-mêmes, ont été interdits, l’individualisation des Yahwés des différents sanctuaires combattue. L'exil babylonien et la destruction du Temple ont été des événements particulièrement déterminants pour l’évolution vers l’aniconisme absolu et le développement du concept abstrait de Dieu dans le judaïsme.